# Рибас да Кунья, Диего
Дие́го Ри́бас да Ку́нья (порт. Diego Ribas da Cunha; род. 28 февраля 1985, Рибейран-Прету, Сан-Паулу) — бразильский футболист итальянского происхождения, атакующий полузащитник. Выступал за сборную Бразилии.

## Клубная карьера

### «Сантос»
Родился в Рибейран-Прету, Сан-Паулу, в 12 лет подписал контракт с «Сантосом», командой из Сан-Паулу. В возрасте 16 лет дебютировал за основную команду в чемпионате Бразилии. В том же году его клуб стал чемпионом Бразилии.

### «Порту»
В 2004 году, «Порту» выкупил Диего у «Сантоса», надеясь заменить юным бразильцем ушедшего в «Барселону» Деку. В своем первом сезоне в Европе, Диего регулярно выходил в основе, и был значимым игроком «Порту». Однако в сезоне 2005/06, при Ко Адриансе, он стал редко попадать в состав, что его не устраивало, и, в итоге в конце сезона, Диего решил покинуть Португалию.

### «Вердер» Бремен

#### Сезон 2006/07

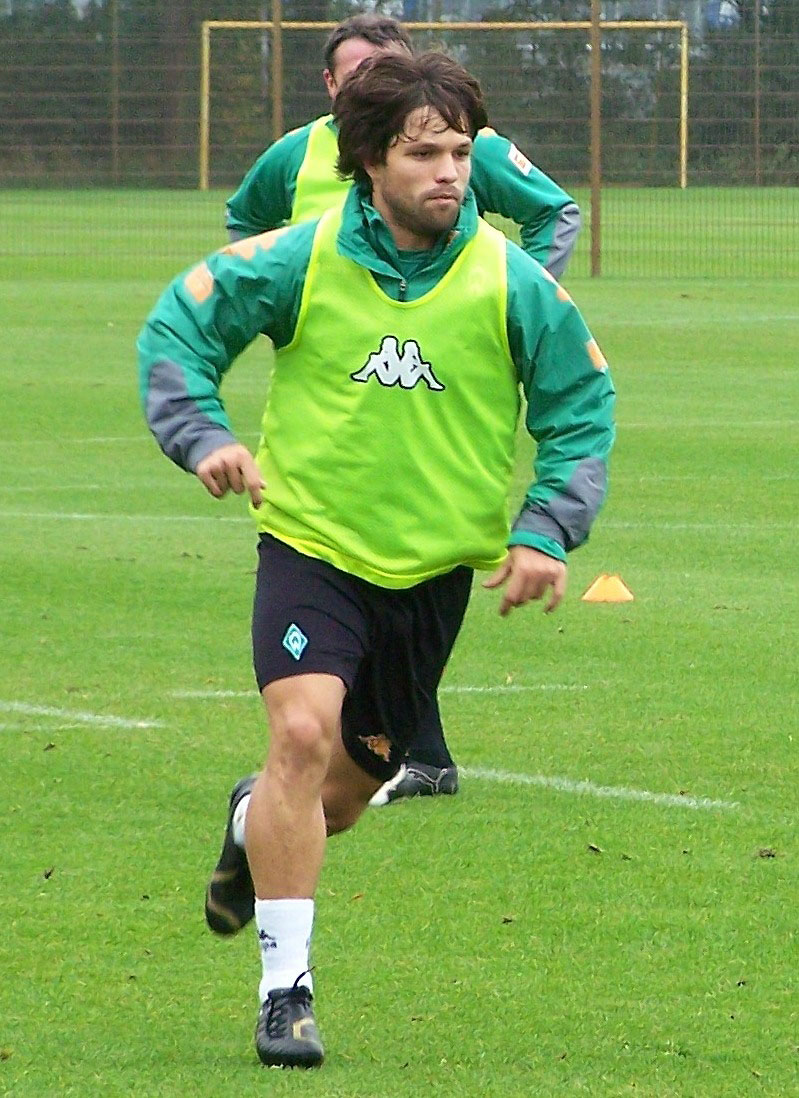
Диего в октябре 2006 года

В мае 2006 года Диего подписал контракт с бременским «Вердером» до 2010 года. Трансферная сумма составила 6 миллионов евро.
Первый матч за «Вердер» Диего провёл 5 августа в финале Кубка немецкой лиги. Его новый клуб обыграл мюнхенскую «Баварию» со счётом 2:0.
Сезон Бундеслиги 2006/07 оказался удачным для Диего. 13 августа он забил гол и поучаствовал в двух других мячах в матче против «Ганновера 96» (4:2). А во втором матче, против леверкузенского «Байера» (2:1), он дважды ассистировал своим партнёрам. Благодаря этому, уже в августе, Диего был признан Игроком месяца в Бундеслиге.
И на протяжении всего сезона Диего показывал хорошую игру, став самым ценным игроком команды вместе со своим одноклубником Торстеном Фрингсом. В октябре и декабре 2006 года Диего вновь признавался игроком месяца, а затем стал лучшим по итогам первой половины сезона. Благодаря своим успехам, в ноябре Диего был вызван в национальную сборную Бразилии.
В том сезоне «Вердер» занял третье место в группе А на групповом этапе Лиги чемпионов и продолжил выступление в Кубке УЕФА, где дошёл до полуфинала, обыграв голландский АЗ в четвертьфинале во многом благодаря креативной игре Диего.
15 апреля Диего забил гол в матче против дортмундской «Боруссии». А 20 апреля, в матче против «Алемании» (3:1), Диего поразил ворота соперников с расстояния в 62,5 метра. Позднее, этот гол был признан лучшим в сезоне.
В конце сезона 2006/07 Диего получил награду «Лучший игрок сезона Бундеслиги», набрав более 50 процентов голосов. К сожалению бразильца, «Вердер» закончил сезон только на третьем месте, уступив чемпиону «Штутгарту» и «Шальке 04».

#### Сезон 2007/08
Диего вновь отлично начал сезон, реализовав два пенальти в первом же матче с «Динамо» из Загреба. Его успех был важен для команды, так как после этой победы «Вердер» пробился в групповой этап Лиги чемпионов.
Но в первом же матче группового этапа «Вердер» проиграл мадридскому «Реалу» со счётом 2:1. Тем не менее, выступление Диего вызвало интерес со стороны главного тренера мадридцев Берндта Шустера. Но все разговоры прекратились после того, как Диего подписал новый контракт с «Вердером» до 2011 года.
В этом же сезоне бременцы одержали историческую победу над «Арминией» со счётом 8:1. Диего сделал 3 голевые передачи и забил гол. В сентябре он был признан игроком месяца.

#### Сезон 2008/09

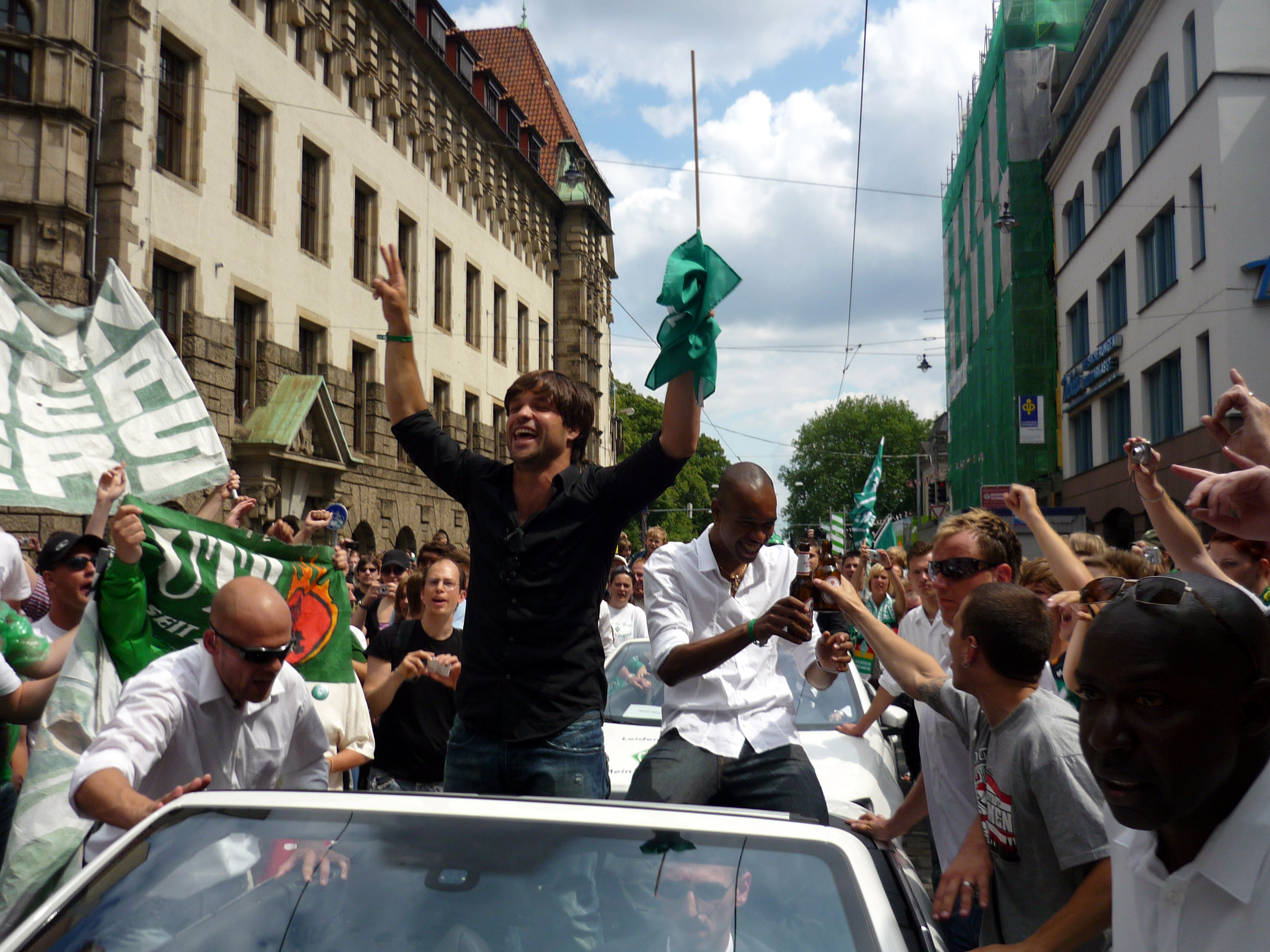
Диего отмечает победу в Кубке Германии

Последний сезон Диего в «Вердере» был для него самым успешным. Он забил 22 гола, что больше, чем в его первых двух сезонах. Игру Диего можно оценить на превосходно, даже несмотря на то, что бременцы закончили чемпионат Германии лишь на 10 месте, и заняли в группе Лиги чемпионов лишь третье место, попав в Кубок УЕФА, в розыгрыше которого бразилец забил 6 мячей.
На стадии 1/16 финала его гол на последних минутах матча помог бременцам избежать поражения в противостоянии с «Миланом», и, благодаря голу на чужом поле, позволил «музыкантам» продолжить свой путь в этом турнире.
Четвертьфинал стал бенефисом Диего, который в двухраундовом противостоянии с «Удинезе», забил 4 из 6 голов своей команды и один раз ассистировал своему партнёру.
В полуфинале, после домашнего поражения от «Гамбурга», «Вердер» выиграл гостевой матч 3:2, уступая по ходу игры. Диего сделал голевой пас, после которого бременцы забили свой третий мяч. К тому моменту бразилец уже знал, что из-за очередной жёлтой карточки, не сможет помочь своей команде в финале.
Без Диего командная игра бременцев в финале была «утеряна», и они проиграли в дополнительное время «Шахтёру» 2:1.
В своем последнем матче за «Вердер», Диего ассистировал Месуту Озилу, который забив гол, принес «Вердеру» шестой по счету Кубок Германии.

### «Ювентус»

#### Сезон 2009/10

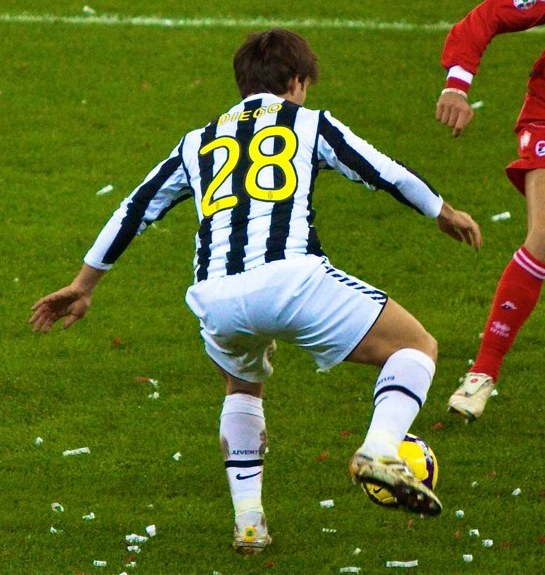
Диего в Ювентусе

26 мая 2009 года Диего перешёл в итальянский клуб «Ювентус» за 24,5 млн евро (+2,5 млн евро за возможные спортивные достижения в команде), подписав контракт до 30 июня 2014 года.
9 июля он был представлен болельщикам и журналистам в качестве игрока туринцев. Диего получил футболку с номером 28. Номер был выбран ввиду того, что сумма 2 и 8 равняется 10, а это любимый номер бразильца, но в «Ювентусе» он был занят капитаном Алессандро Дель Пьеро. Также 28 это дата рождения Диего.
В дебютном матче в Серии А против «Кьево» Диего отметился голевой передачей. 30 августа в матче против «Ромы» Диего не только забил свой первый гол за «Ювентус», но и сделал «дубль». В том сезоне Диего также поражал ворота «Аталанты», «Болоньи» и «Фиорентины». В матчах на Кубок Италии Диего забил два гола, огорчив «Наполи» и «Интер».
Диего по итогам 2009 года попал в список кандидатов на Золотой мяч, а также, вместе с партнером по команде Джанлуиджи Буффоном, был внесён в список игроков года по версии ФИФА

### «Вольфсбург»

#### Сезон 2010/11
26 августа 2010 года подписал 4-летний контракт с немецким клубом «Вольфсбург». Сумма трансфера составила €15,5 млн. Дебют бразильца в Бундеслиге состоялся в первом туре, где «Вольфсбург» принимал «Майнц». В том матче «волки» уступили со счетом 3:4. Диего забил один гол на 30 минуте матча, а также получил жёлтую карточку. Второй гол в Бундеслиги Диего забил в третьем туре в ворота «Ганновера», а «Вольфсбург» добился первой победы в чемпионате (2:0). В шестом туре бразилец сделал две голевые передачи на партнеров. Благодаря чему «волки» победили — 2:1. 25 февраля Диего сделал дубль в ворота «Боруссии» из Мёнхенгладбаха, принеся победу «Вольфсбургу» — 2:1. Перед последним туром бразилец покинул расположение команды, недовольный решением главного тренера клуба, Феликса Магата, о невключении его в основной состав. За это он был оштрафован на 500 тыс. евро. 24 июня 2011 года «Вольфсбург» объявил о расставании с Диего. Всего в чемпионате Диего сыграл в 30 матчей (все в старте), провёл на поле 2631 минуту, забил 6 голов, отдал 7 результативных передач и отметился семью жёлтыми карточками. «Вольфсбург» занял итоговое 15-е место. По итогам сезона Диего сменил клуб, перейдя на правах аренды в «Атлетико Мадрид».

### «Атлетико» Мадрид

#### Сезон 2011/12
31 августа 2011 года «Атлетико Мадрид» договорился с «Вольфсбургом» об аренде Диего. Бразилец сразу закрепился в основном составе «матрасников». И стал играть одну из ключевых ролей в команде, играя на позиции под нападающим. Дебют Диего за клуб в чемпионате Испании состоялся в 3-м туре. В котором «мадридцы» потерпели поражение от одного из главных соперников за 3-е место — «Валенсии» (0:1). Первый гол в Примере Диего забил в 13 туре в ворота «Леванте», принеся своей команде победу (3:2). В 15 туре бразилец отдал первый голевой пас в чемпионате на Фалькао. Второй гол в Примере Диего забил в 19-м туре в ворота «Вильярреала» (3:0). Всего-же в чемпионате Диего сыграл в 30 матчах (27 в основе и в 15 был заменен), провел на поле 2202 минуты, забил три гола, отдал три голевых паса и получил 8 жёлтых карточек. В чемпионате «матрасники» финишировали на 5-м месте, что для клуба являлось неудачей. В Лиге Европы дела шли лучше. Выйдя из группы, «Атлетико» в 1/16 переиграли «Лацио», в 1/8 — «Бешикташ», в 1/4 — «Ганновер-96». В полуфинале «Атлетико» разобрались в «Валенсией» (4:2 и 1:0) и вышли в финал. В финале «мадридцы» легко победили «Атлетик Бильбао» (3:0) и выиграли турнир второй раз за три сезона. В ЛЕ Диего играл важнейшую роль в завоевании титула (забивал голы, делал голевые передачи, развивал атаки). Бразилец сыграл в 12 матчах (11 в основе, 8 раз был заменен), отыграл 951 минуту, забил три гола (один из них в финале), сделал 8 голевых передач (одна была в финале) и два раза получил жёлтую карточку. После сезона Диего, который принадлежал «Вольфсбургу», вновь отправился в Германию, уладив конфликт с главным тренером «волков» — Феликсом Магатом.

### «Вольфсбург»

#### Сезон 2012/13
После годичной аренды в «Атлетико Мадрид» Диего, уладив конфликт с Феликсом Магатом, вернулся в расположение «Вольфсбурга». Несмотря на большой интерес со стороны многих клубов, Диего в одном из интервью заявил: 

«Думаю, что в следующем сезоне буду играть за „Вольфсбург“. Мой контракт с этим клубом действует ещё два года». 
 Также бразилец дополнил: 

 «Я рад, что мне дали второй шанс. Я очень благодарен своим одноклубникам за то, что мне доверяют. Надеюсь, что и болельщики дадут мне шанс. Я обещаю вам, что буду вести команду вперёд в Европе. Но я надеюсь на вашу поддержку» 
. Первым матчей после возвращения Диего в стан «волков» стала игра первого тура, в которой «Вольфсбур» в гостях выиграл у «Штутгарта» — 0:1. Бразилец провел на поле все 90 минут. Первый гол за «волков» Диего забил 27 октября, поразив ворота дюссельдорфской «Фортуны». В той же игре Диего отдал результативную передачу на Ивицу Олича, а «Вольфсбург» добился уверенной победы со счетом 4:1. 11 ноября Диего оформил дубль в игре против одного из лидера чемпионата — «Байера». Тот матч «волки» выиграли — 3:1. 8 декабря, в последнем перед зимними каникулами матче, Диего забил гол и отдал дважды ассистировал партнерам на Сигнал Идуна Парк в игре против чемпиона двух последних лет — дортмундской «Боруссии». Результативные действия плеймейкера помогли «волкам» одержать сенсационную победу со счетом 3:2. 19 января Диего забил гол и отдал результативную передачу на Александера Мадлунга в игре против «Штутгарта». В матче «Вольфсбург» добился победы — 3:2.

### «Фламенго»
С 2016 года выступает во «Фламенго». В 2017 году помог команде дойти до финала Кубка Бразилии. Стал капитаном клуба. Вместе с командой 23 ноября 2019 года стал обладателем Кубка Либертадорес. Также помог своей команде выиграть чемпионат штата и чемпионат Бразилии.
12 ноября 2022 года Диего объявил о завершении карьеры профессионального футболиста.

## Карьера в сборной

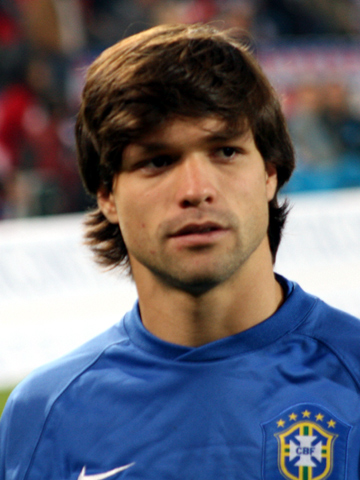
Диего в сборной Бразилии

Диего дебютировал в национальной команде во время Кубка Америки 2004 года, где помог победить Бразилии, забив гол в серии послематчевых пенальти против Аргентины.
После перехода в «Порту» в июле 2004 года, Диего не получал постоянного места в основном составе. Поэтому он не попал в заявку сборной Бразилии на Чемпионат мира 2006 года. Однако позже он сыграл в товарищеском матче против Англии, где, выйдя на замену, сравнял счёт на последней минуте.
В 2008 году Диего выиграл бронзовые медали в составе Олимпийской сборной Бразилии на футбольном турнире пекинской олимпиады.
В январе 2017 года, вернулся в сборную Бразилии, чтобы сыграть товарищеский матч с Колумбией, в которой приняли участие только игроки южноамериканских клубов.

## Личная жизнь
Диего имеет итальянские корни. Его прадед и прабабушка по отцовской линии иммигрировали в Бразилию из Италии. Это позволило Диего в 2004 году получить итальянский паспорт.

## Статистика выступлений
| Клуб             | Сезон            | Лига | Лига | Кубки | Кубки | Межд. матчи | Межд. матчи | Итого | Итого |
| Клуб             | Сезон            | Игры | Голы | Игры  | Голы  | Игры        | Голы        | Игры  | Голы  |
| ---------------- | ---------------- | ---- | ---- | ----- | ----- | ----------- | ----------- | ----- | ----- |
| Сантос           | 2001             | 22   | 8    | 0     | 0     | 0           | 0           | 22    | 8     |
| Сантос           | 2002             | 33   | 9    | 0     | 0     | 14          | 4           | 47    | 13    |
| Сантос           | 2003             | 8    | 4    | 0     | 0     | 9           | 4           | 17    | 8     |
| Сантос           | Итого            | 63   | 21   | 0     | 0     | 23          | 8           | 86    | 29    |
| Порту            | 2004/05          | 30   | 3    | 0     | 0     | 6           | 1           | 36    | 4     |
| Порту            | 2005/06          | 19   | 1    | 0     | 0     | 4           | 1           | 23    | 2     |
| Порту            | Итого            | 49   | 4    | 0     | 0     | 10          | 2           | 59    | 6     |
| Вердер           | 2006/07          | 33   | 13   | 1     | 0     | 14          | 2           | 48    | 15    |
| Вердер           | 2007/08          | 30   | 13   | 3     | 1     | 10          | 4           | 41    | 16    |
| Вердер           | 2008/09          | 21   | 12   | 4     | 2     | 13          | 7           | 39    | 21    |
| Вердер           | Итого            | 84   | 38   | 8     | 3     | 37          | 13          | 129   | 54    |
| Ювентус          | 2009/10          | 33   | 5    | 2     | 2     | 9           | 0           | 44    | 7     |
| Ювентус          | 2010/11          | 0    | 0    | 0     | 0     | 3           | 0           | 3     | 0     |
| Ювентус          | Итого            | 33   | 5    | 2     | 2     | 12          | 0           | 47    | 7     |
| Вольфсбург       | 2010/11          | 30   | 6    | 2     | 0     | 0           | 0           | 32    | 6     |
| Вольфсбург       | 2012/13          | 32   | 10   | 5     | 3     | 0           | 0           | 37    | 13    |
| Вольфсбург       | 2013/14          | 15   | 3    | 3     | 2     | 0           | 0           | 18    | 5     |
| Вольфсбург       | Итого            | 77   | 19   | 10    | 5     | 0           | 0           | 87    | 24    |
| Атлетико Мадрид  | 2011/12          | 30   | 3    | 1     | 0     | 12          | 3           | 43    | 6     |
| Атлетико Мадрид  | 2013/14          | 13   | 1    | 1     | 0     | 0           | 0           | 14    | 1     |
| Атлетико Мадрид  | Итого            | 43   | 4    | 0     | 12    | 3           | 45          | 7     |       |
| Всего за карьеру | Всего за карьеру | 349  | 91   | 14    | 5     | 94          | 26          | 398   | 109   |

(откорректировано по состоянию на 7 февраля 2014)

## Достижения

### Командные
«Сантос»
- Чемпион Бразилии (2): 2002, 2004
- Финалист Кубка Либертадорес: 2003

«Порту»
- Чемпион Португалии: 2006
- Обладатель Кубка Португалии: 2006
- Обладатель Межконтинентального кубка: 2004
- Обладатель Обладатель Суперкубка Португалии: 2004

«Вердер»
- Обладатель Обладатель Кубка Германии: 2009
- Обладатель Кубка немецкой Лиги: 2006
- Обладатель Суперкубка Германии: 2009
- Финалист Кубка УЕФА: 2009

«Атлетико Мадрид»
- Победитель Лиги Европы: 2012
- Чемпион Испании: 2013/14
- Финалист Лиги чемпионов УЕФА: 2013/14

«Фенербахче»
- Обладатель Суперкубка Турции: 2014

«Фламенго»
- Чемпион штата Рио-де-Жанейро (4): 2017, 2019, 2020, 2021
- Чемпион Бразилии (2): 2019, 2020
- Вице-чемпион Бразилии: 2018
- Финалист Кубка Бразилии: 2017
- Обладатель Суперкубка Бразилии (2): 2020, 2021
- Финалист Южноамериканского кубка: 2017
- Обладатель Кубка Либертадорес: 2019
- Финалист Кубка Либертадорес: 2021
- Обладатель Рекопы Южной Америки: 2020

Сборная Бразилии
- Чемпион Южной Америки до 17 лет: 2001
- Обладатель Кубка Америки (2): 2004, 2007
- Бронзовый призёр Олимпийских игр: 2008

### Личные
- Обладатель «Серебряного мяча» Бразилии: 2002
- Игрок сезона в Бундеслиге по мнению VDV : 2006/07
- Лучший ассистент Бундеслиги: 2007/08[17]
- Лучший ассистент Лиги Европы УЕФА: 2011/12[18]